# Megara (thần thoại)

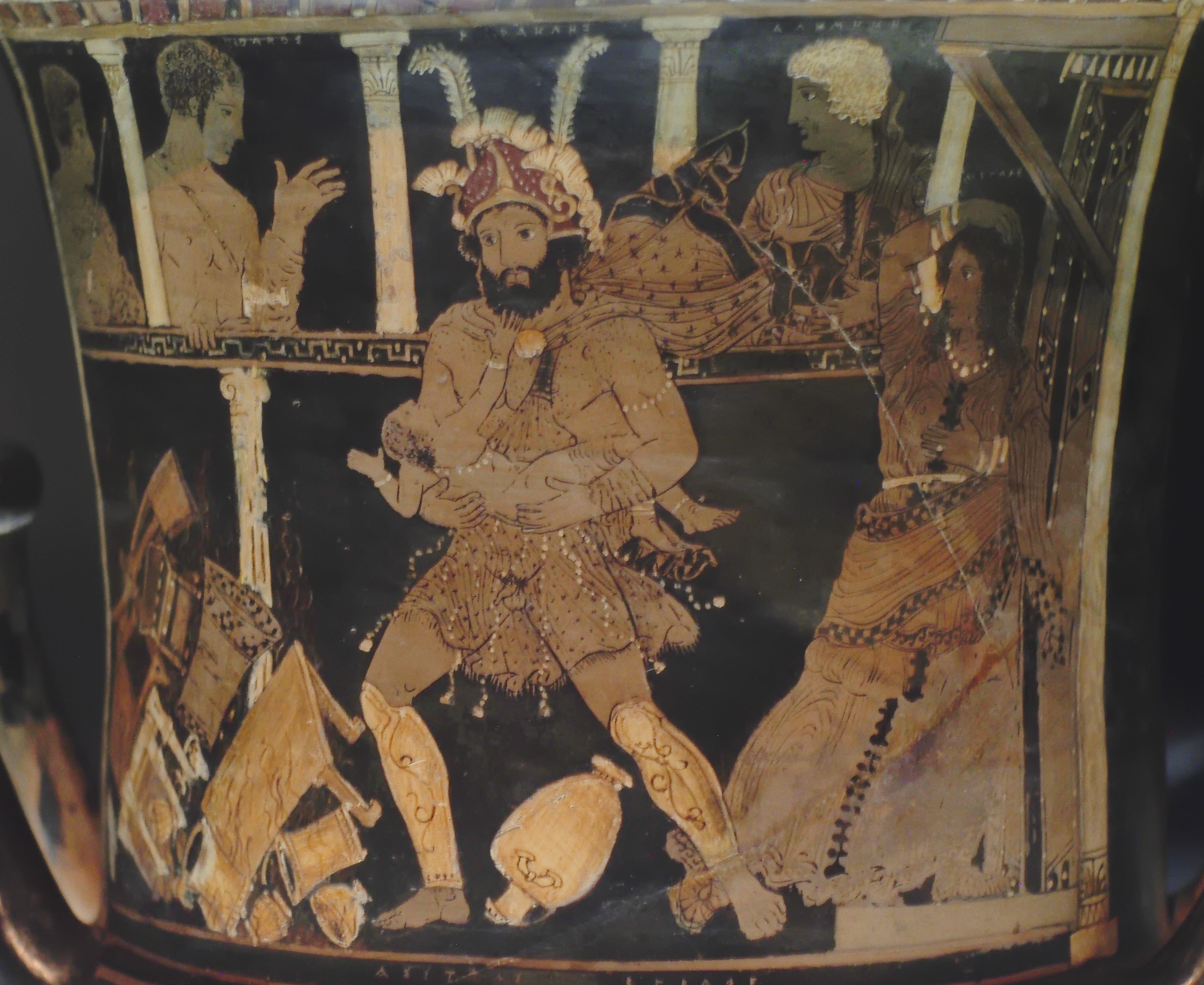
Heracles trong cơn điên loạn được mô tả là đã giết con trai mình trong khi Megara sợ hãi đứng phía bên phải hiện trường (Bảo tàng Khảo cổ Quốc gia, Madrid, khoảng 350-320 TCN)

Trong thần thoại Hy Lạp, Megara (/ˈmɛɡərə/; tiếng Hy Lạp cổ: Μεγάρα) là một công chúa người thành Thebes và là người vợ đầu của anh hùng Heracles.

## Gia đình
Megara là con gái cả của vua Creon cai trị thành Thebes, người có khả năng là anh em với Jocasta và là chú của Oedipus. Nếu đó là cùng một người (Creon) thì mẹ của Megara có khả năng là Eurydice, vợ vua Creon và những người anh chị em của Megara là Menoeceus (Megareus), Lycomedes, Haemon và Pyrrha.
Lời kể về tên và số lượng con của Megara với Heracles khác nhau theo từng tác giả. Theo nhà thần thoại học Apollodorus, Megara có với Heracles ba người con trai là Therimachus, Creontiades và Deicoon. Dinias cũng đề cập tới ba người con kể trên được Apollodorus đặt tên, tuy nhiên ông lại bổ sung thêm một người con thứ tư tên là Deion. Nhà thơ người Thebes Pindar khẳng định Megara sinh với Heracles tám người con trai. Ngoài ra, nhà thần thoại học người La Mã Hyginus đặt tên cho những con trai của của họ là Therimachus và Ophites.

## Thần thoại

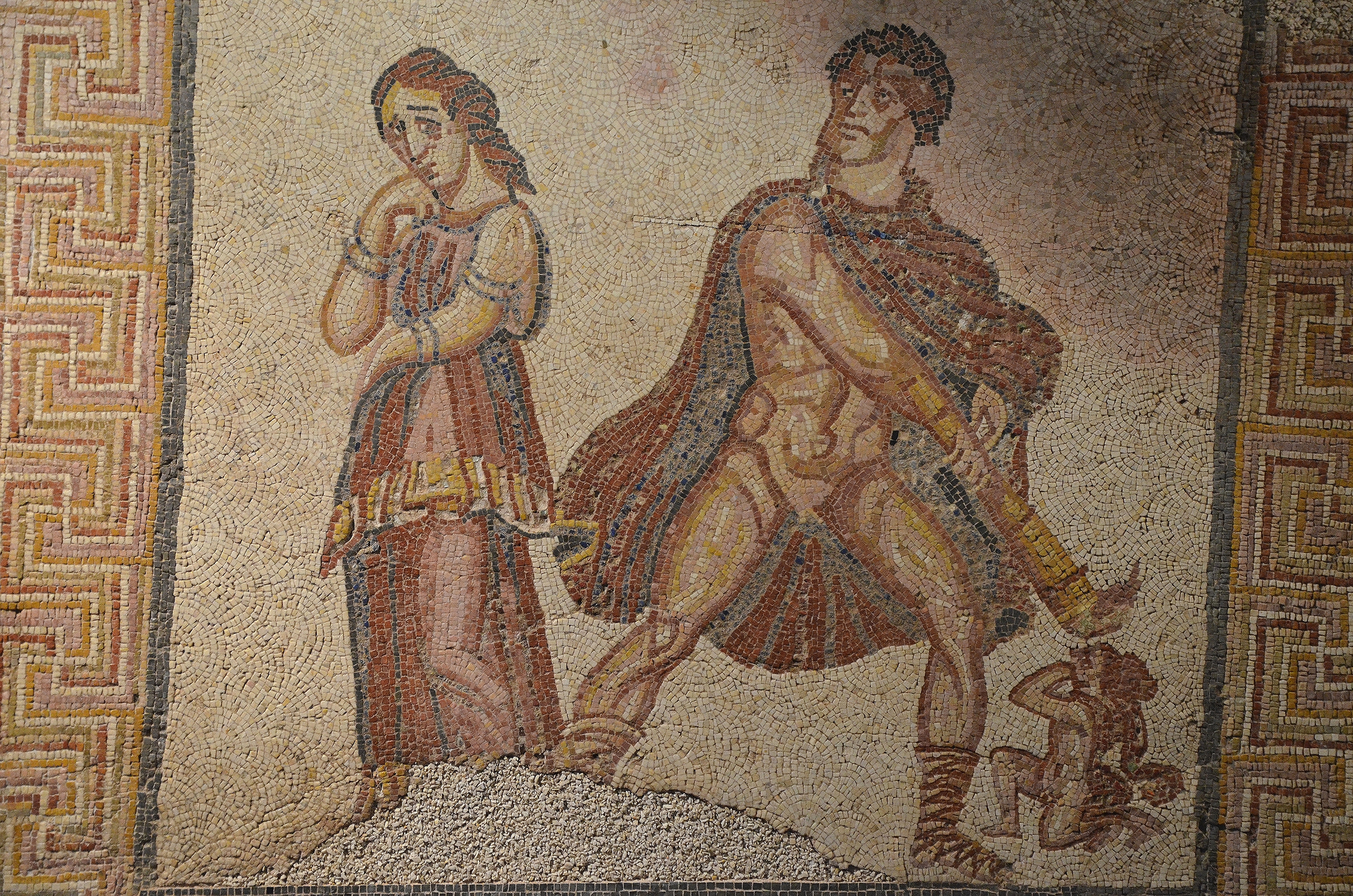
Heracles giết con trai mình trong khi Megara đang đứng ngay bên cạnh.

Megara được vua cha gả cho Heracles như là phần thưởng dành cho người anh hùng sau khi anh giúp đỡ quân Thebes chống lại những người Minyae đến từ Orchomenus, hai người có với nhau một vài người con trai. Hera, vì căm thù Heracles nên bà đã dùng phép khiến anh tạm thời bị mất trí. Trong cơn điên loạn, Heracles giết chết con mình bằng cách bắn mũi tên vào người các con hoặc bằng cách ném các con vào lửa. Megara có qua đời vì cuộc tấn công của Heracles hay không là tùy thuộc vào các tác giả khác nhau. Theo vài nguồn, sau khi Heracles hoàn thành mười hai chiến công của mình, Megara  cưới cháu trai của Heracles là Iolaus và trở thành mẹ của Leipephilene.
Heracles sau khi thức tỉnh đã vô cùng hối hận, việc anh muốn chuộc tội giết vợ con mình thường được coi là nguyên nhân để anh trở thành nô lệ của người em họ Eurystheus và hoàn thành mười hai chiến công. Euripides lại trình bày một trình tự khác về các sự kiện trong vở bi kịch Heracles. Việc Heracles hoàn thành chiến công thứ mười hai (bắt chó ngao Cerberus của Hades) đã bắt đầu cuộc xung đột. Vở bi kịch bắt đầu với cảnh Megara, những người con của cô và Amphitryon đã cầu xin các vị thần sự bảo hộ khỏi bạo chúa Lykos đang đe dọa họ khi Heracles còn ở dưới âm phủ. Heracles quay trở lại để cứu gia đình mình, nhưng Iris vong hồn điên loạn Lyssa, đã làm phép khiến anh phát điên và giết chết Megara cùng các con mình trong khi anh tưởng rằng mình đang tấn công.  Nhà viết kịch người La Mã Seneca Bé kể lại một câu chuyện có nét tương đồng trong vở kịch Hercules tức giận của ông.
Trong tác phẩm Odyssey của Homer, khi ở dưới âm phủ, Odysseus nhìn thấy Megara. Nhưng Homer không đề cập chi tiết về câu chuyện của cô ngoài việc nói rằng cô là con gái của Creon và là vợ cũ của Heracles. Bài thơ Megara được Hy Lạp hóa (không rõ tác giả) có nói về cuộc đối thoại ở thành Tiryns giữa Megara và Alcmene, mẹ của Heracles khi Megara đang cảm thấy buồn bã về những người con mình và về sự vắng mặt của Heracles vì anh phải đi hoàn thành những chiến công.

## Giáo phái dành riêng để tôn sùng những người con của Megara
Các con trai của Heracles dường như đã được sáp nhập vào giáo phái anh hùng Heracles ở thành Thebes. Họ được vinh danh tại một lễ hội gọi là Herakleia. Tại đây, một bữa tiệc được chuẩn bị nhằm tôn vinh Heracles phía trên "Cổng Elektran" và các lễ hiến tế được thực hiện.. Ngôi mộ những người con của Heracles và Megara ở Thebes được tôn là Chalkoarai.